# Vízvár
Vízvár es un pueblo ubicado en el distrito de Barcs, en el condado de Somogy, Hungría.

## Superficie
Posee una superficie de 32,24 kilómetros cuadrados.

## Demografía
Hasta 2019 la población era de 504 habitantes, con una densidad de población de 15,63 habitantes por kilómetro cuadrado.